# Jämsänjoki
La rivière de Jämsä (finnois : Jämsänjoki) est un cours d'eau à Jämsä en Finlande,,.

## Description
La rivière Jämsänjoki part du lac Kankarisvesi.
Sur son parcours fluvial long d'environ 15 km en direction sud, elle passe par l'ancienne  municipalité de Jämsänkoski et la ville de Jämsä avant de se jeter dans le lac Päijänne par le nord-ouest.
La rivière Jämsänjoki traverse des lacs tels que Ylä-Kintaus, Ala-Kintaus, Jämsänvesi, Petäjävesi et Iso Rautavesi.
Le lac de cratère d'impact Karikkoselkä se trouve également dans le bassin versant de la Jämsänjoki.
Si l'on prend en compte ses rivières sources, la longueur totale du système fluvial de la Jämsänjoki atteint environ 100 km.